# Biswamoy Biswas
Biswamoy Biswas (Calcutá, 2 de junho de 1923 — 10 de agosto de 1994) foi um ornitólogo indiano.

## Vida
Era filho de um professor de geologia. Em 1947, ele foi premiado com uma bolsa de três anos de Sunderlal Hora, então diretor do Zoological Survey of India (ZSI). Ele lhe permitiu estudar no Museu Britânico, no Museu Zoológico de Berlim sob Erwin Stresemann e também no Museu Americano de História Natural, sob Ernst Mayr.
Biswas estudou biologia em sua faculdade, em vez de geologia, como seu pai desejava. Ele se formou na University of Calcutta em 1943 e recebeu um MSc em 1945. Ele recebeu um Ph.D. em 1952, da Universidade de Calcutá trabalhando para JL Bhaduri. Ele fez parte da expedição do Daily Mail enviada para procurar o Iéti ao redor do Monte Everest em 1954. Ele foi eleito Membro Correspondente do The American Ornithologists' Union em 1963. Mais tarde, ele assumiu o comando da Seção de Pássaros e Mamíferos do Zoological Survey of India (ZSI). Ele ganhou "Chapman Grants from the American Ornithologists' Union" em 1965, 1966 e 1970, para pesquisas no Museu Britânico. Mais tarde, ele foi diretor adjunto do ZSI, até se aposentar em 1981, e então cientista emérito até 1986.
Algumas de suas obras marcantes foram sobre as aves do Nepal e do Butão.
Uma espécie de esquilo voador Biswamoyopterus biswasi é nomeada em sua homenagem.

## Publicações
- Biswas, B. (1947): Notes on a collection of birds from the Darrang District, Assam. Records of the Indian Museum 45: 225–244.
- Biswas, B. (1947): On a collection of birds from Rajputana. Records of the Indian Museum  45: 245–265.
- Biswas, B. (1950): On the taxonomy of some Asiatic Pygmy Woodpeckers. Proceedings of the Zoological Society of Bengal  3(1): 1-37.
- Biswas, B. (1950): The Himalayan races of the Nutcracker Nucifraga caryocatactes (Linne.) [Aves]. Journal of the Zoological Society of India  2(1): 26.
- Biswas, B. (1950): The generic limits of Treron Vieillot. Bulletin of the British Ornithologists Club  70(5): 34.
- Biswas, B. (1951): Revisions of Indian birds. American Museum Novitates  1500: 1-12.
- Biswas, B. (1951): Notes on the taxonomic status of the Indian Plaintive Cuckoo Cuculus passerinus Vahl. Ibis  93(4): 596–598.
- Biswas, B. (1951): On some Larger Spine-tailed Swifts, with the description of a new subspecies (Chaetura cochinensis rupchandi) from Nepal. Ardea  39(4): 318–321.
- Biswas, B. (1952): Geographical variation in the woodpecker Picus flavinucha Gould. Ibis  94(2): 210–219.
- Biswas, B. (1953): Fauna of the Balangir District (formerly Patna State), Orissa. II. Birds. Records of the Indian Museum  51: 416–419.
- Biswas, B. (1954): Fauna of the Balangir District (formerly Patna State) Orissa. Birds. Records of the Indian Museum  51: 416–419.
- Biswas, B. (1954): A checklist of genera of Indian birds. Additions and corrections. Records of the Indian Museum  54: 101-106a.
- Biswas, B. (1954): Review: The Birds of Travancore & Cochin. By Salim Ali, with 22 plates (16 in colour by D.V. Cowen). Pp. xx+668. (Oxford University Press) Bombay, 1953. Journal of the Bombay Natural History Society  52(2&3): 573–575.
- Biswas, B. (1955): Review: The Book of Indian Birds. By Salim Ali. 5th (Revised) edition. Pp. xlvi + 142, 78 plates (56 in colour by D.V. Cowen), 3 diagrams and 2 end paper maps. Bombay Natural History Society, Bombay, 1955. Journal of the Bombay Natural History Society  53(1): 117–118.
- Biswas, B. (1955): Zoological results of the Daily Mail Himalayas Expedition 1954. Two new birds from Khumba, Eastern Nepal. Bulletin of the British Ornithologists Club  75(7): 87–88.
- Biswas, B. (1958): Taxonomic status of the Blood Pheasants of Nepal and Sikkim. Journal of the Zoological Society of India  10(1): 100–101.
- Biswas, B. (1959): A note on the correct zoological name of the Indian Little Green Heron (Aves, Ardeidae). Current Science  28: 288.
- Biswas, B. (1960): A new name for the Himalayan Red-winged Babbler, Pteruthius. Bulletin of the British Ornithological Union  80(6): 106.
- Biswas, B. (1961): Proposal to designate a neotype for Corvus benghalensis Linnaeus, 1758 (Aves), under the plenary powers Z.N. (S) 1465. Bulletin of Zoological Nomenclature  18(3): 217–219.
- Biswas, B. (1962): The birds of Nepal. Part 8. Journal of the Bombay Natural History Society  59(3): 807–821.
- Biswas, B. (1962): Further notes on the Shrikes Lanius tephronotus and Lanius schach. Ibis  104(1): 112–115.
- Biswas, B. (1962): Review: A Synopsis of the Birds of India and Pakistan. By Sidney Dillon Ripley II. pp. xxxvi+703 (23×15.5 cm.). Bombay, 1961. Bombay Natural History Society. Journal of the Bombay Natural History Society  59(1): 276–278.
- Biswas, B. (1973): Report of the Indian national section. Bulletin of the International Council for Bird Preservation  11: 238–239.
- Biswas, B. (1983): Additional notes on birds recorded on 1954 'Daily Mail' Himalayan Expedition. Unpublished.
- Biswas, B. (?): Comments on Ripley's A Synopsis of the Birds of India and Pakistan. Part 2. Unpublished manuscript.
- Biswas, Biswamoy (1950): On the Shrike Lanius tephronotus (Vigors), with remarks on the erythronotus and tricolor groups of Lanius schach Linne, and their hybrids. Journal of the Bombay Natural History Society  49(3): 444–455.
- Biswas, Biswamoy (1951): A new race of the Ground-Thrush Turdus citrinus (Aves: Turdidae). Journal of the Bombay Natural History Society  49(4): 661–662.
- Biswas, Biswamoy (1952): A checklist of genera of Indian birds. Records of the Indian Museum  50(1): 1-62.
- Biswas, Biswamoy (1956): A Large Indian Kite Milvus migrans lineatus (Gray) with a split bill. Journal of the Bombay Natural History Society  53(3): 474–475.
- Biswas, Biswamoy (1959): On the validity of Harpactes erythrocephalus hodgsoni (Gould) [Aves: Trogonidae]. Journal of the Bombay Natural History Society  56(2): 335–338.
- Biswas, Biswamoy (1959): On the Parakeet, Psittacula intermedia (Rothschild) [Aves: Psittacidae]. Journal of the Bombay Natural History Society  56(3): 558–562.
- Biswas, Biswamoy (1960): The birds of Nepal. Journal of the Bombay Natural History Society  57(2): 278–308.
- Biswas, Biswamoy (1960): The birds of Nepal. Part 2. Journal of the Bombay Natural History Society  57(3): 516–546.
- Biswas, Biswamoy (1961): The birds of Nepal. Part 3. Journal of the Bombay Natural History Society  58(1): 100–134.
- Biswas, Biswamoy (1961): The birds of Nepal. Part 4. Journal of the Bombay Natural History Society  58(2): 441–474.
- Biswas, Biswamoy (1961): The birds of Nepal. Part 5. Journal of the Bombay Natural History Society  58(3): 653–677.
- Biswas, Biswamoy (1962): The birds of Nepal. Part 6. Journal of the Bombay Natural History Society  59(1): 200–227.
- Biswas, Biswamoy (1962): The birds of Nepal. Part 7. Journal of the Bombay Natural History Society  59(2): 405–429.
- Biswas, Biswamoy (1963): The birds of Nepal. Part 9. Journal of the Bombay Natural History Society  60(1): 173–200.
- Biswas, Biswamoy (1963): The birds of Nepal. Part 10. Journal of the Bombay Natural History Society  60(2): 388–399.
- Biswas, Biswamoy (1963): The birds of Nepal. Part 11. Journal of the Bombay Natural History Society  60(3): 638–654.
- Biswas, Biswamoy (1963): Review: Comments on Ripley's "A Synopsis of the Birds of India and Pakistan". Journal of the Bombay Natural History Society  60(3): 679–689.
- Biswas, Biswamoy (1966): The birds of Nepal. Part 12. Journal of the Bombay Natural History Society  63(2): 365–377.
- Biswas, Biswamoy (1968): The female of Molesworth's Tragopan Tragopan blythi molesworthi (Baker). Journal of the Bombay Natural History Society  65(1): 216–217.
- Biswas, Biswamoy (1968): Some new bird records for Nepal. Journal of the Bombay Natural History Society  65(3): 782–784.
- Biswas, Biswamoy (1969): Review: Handbook of the Birds of India and Pakistan, Vol. 1. By Salim Ali and S. Dillon Ripley. pp. lviii+380 (16.7 × 24.7 cm.). 18 coloured plates. Bombay, 1968. Oxford University Press. Price Rs. 90. Journal of the Bombay Natural History Society  66(1): 152–154.
- Biswas, Biswamoy (1969): Review: Birds of Kerala (second edition of The Birds of Travancore and Cochin). By Salim Ali. pp. xxiii+444 (16.5 × 24 cm.) + 22 plates (16 in colour by D.V. Cowen) + many pen-and-ink sketches+end-paper maps. Bombay, 1969. Oxford University Press. Journal of the Bombay Natural History Society  66(2): 372–373.
- Biswas, Biswamoy (1972): Review: Handbook of the Birds of India and Pakistan. Vol. 6. By Salim Ali and S. Dillon Ripley. pp. xvi+245 (24×16 cm) with 8 coloured plates and numerous black-and-white illustrations. Bombay, 1971. Oxford University Press. Journal of the Bombay Natural History Society  69(2): 400–401.
- Biswas, Biswamoy (1974): Zoological results of the Daily Mail Himalayan Expedition 1954: Notes on some birds of Eastern Nepal. Journal of the Bombay Natural History Society  71(3): 456–495.
- Biswas, Biswamoy (1978): Review: Field Guide to the Birds of the Eastern Himalayas. By Salim Ali. pp. xvi+263 (11.8×18 cm). With 37 coloured plates. Delhi, 1977. Oxford University Press. Journal of the Bombay Natural History Society  75(3): 915–916.
- Biswas, Biswamoy (1985): Review: Comments on Ripley's "A Synopsis of the Birds of India and Pakistan" - Second Edition (1982). Journal of the Bombay Natural History Society  82(1): 126–129.
- Biswas, Biswamoy (1986): Review: A Pictorial Guide to the Birds of the Indian Subcontinent. By Salim Ali & S. Dillon Ripley. Pp. 117+106 plates (73 in colour, 33 monochrome), (18.5 cm × 24.7 cm) with plates by John Henry Dick. New Delhi, 1983. Bombay Natural History Society & Oxford University Press. Journal of the Bombay Natural History Society  83(2): 412–414.
- Biswas, Biswamoy (1989): Taxonomic status of Psittacula intermedia (Rothschild). Journal of the Bombay Natural History Society  86(3): 448.